# Codex Tischendorfianus II
L'Onciale 081 (numerazione Gregory-Aland; "α 1023" nella numerazione Soden), conosciuto anche come Codex Tischendorfianus II, è un codice manoscritto onciale del Nuovo Testamento, in lingua greca, datato paleograficamente al VI secolo.

## Descrizione
Il codice è composto da 2 spessi fogli di pergamena di 280 per 230 mm, contenenti brani il testo del Seconda lettera ai Corinzi (1,20-2,12). Il testo è scritto in due colonne per pagina e 18 linee per colonna.

### Critica testuale
Il testo del codice è rappresentativo del tipo testuale alessandrino. Kurt Aland lo ha collocato nella Categoria II.

## Storia
Il codice è conservato alla Biblioteca nazionale russa (Gr. 9) a San Pietroburgo.